# Monte Tullen
Il monte Tullen, anche nominato come monte Tullo (Tullen in tedesco) è una montagna delle Alpi alta 2.654 m. È la cima più alta del gruppo delle Odle di Eores, tra la Val di Funes e la valle di Eores (Bressanone), in Alto Adige.

## Descrizione

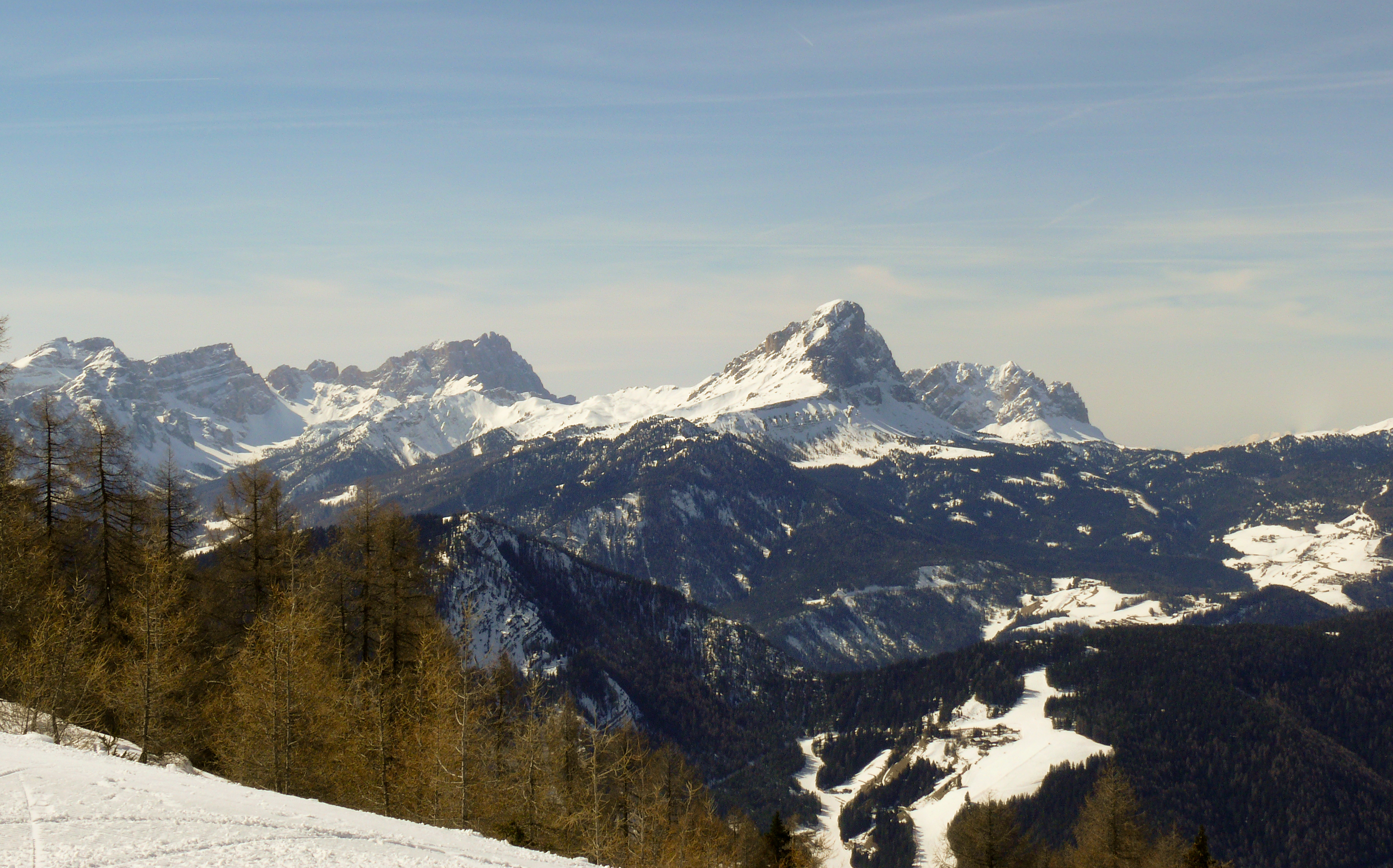
Vista del Puez, delle Odle, del Sass de Putia e delle Odle di Eores, con il monte Tullen

Rappresenta la cima centrale e maggiormente alta del gruppo delle Odle di Eores. Sulla sommità si trova una croce in legno, da dove di gode un panorama sul Sass de Putia ed il Pelmo a est, sul Puez e sulle Odle a sud. Verso nord invece si scorgono le Alpi Aurine e le Vedrette di Ries, oltre al gruppo della Plose.
Dal versante sud, il monte si presenta come una grande torre tonda, mentre dal lato opposto, ovvero da nord, appare come una montagna massiccia, appuntita in cima. Nei pressi del monte Tullen si trova anche la Cima Lavina Bianca (Weißlahngrat, 2535 m), la Cima del Ciadin (anche nota come Cima della Baita).
Dalla base meridionale del monte, dove passa il sentiero attrezzato Günther Messner, la salita diviene maggiormente ripida ed impegnativa, data la presenza di ghiaia e detriti franosi, cui ci si può aiutare con un tratto attrezzato. Superata la forcella, la cresta si stringe e proseguendo verso sinistra, ben attenti ai tratti molto esposti, si giunge alla sommità.
La prima salita a questa cima, di cui si ha notizia, è del 6 ottobre 1895, quando Hermann Delago salì dall'alpe dei Covoli (Kotel-Alm, 2494 m) e attraversó la cresta della Conca (Sass de Cuncan, 2590 m) ed il monte Confin (Ringspitze, 2625 m).

## Accessi
L'accesso principale è lungo il Sentiero attrezzato Günther Messner, partendo dal punto denominato "Croce dei Russi" (Russis Kreuz) a 1.715 metri lungo la strada che congiunge la valle di Eores a quella di Funes, poco distante dal bivio per il passo delle Erbe, raggiungibile in circa 3 ore.
Altro punto d'accesso è la malga Zannes in val di Funes (1.679 m).